# Unfallkasse Rheinland-Pfalz
Die Unfallkasse Rheinland-Pfalz (UK RLP) ist Trägerin der gesetzlichen Unfallversicherung in Rheinland-Pfalz. Sie ist eine Körperschaft des öffentlichen Rechts mit Selbstverwaltung. Ihr Sitz befindet sich in Andernach. Die Unfallkasse ist – neben Kranken-, Renten-, Pflege- und Arbeitslosenversicherung – eine der Säulen des deutschen Sozialversicherungssystems.

## Geschichte
Das System der gesetzlichen Unfallversicherung in Deutschland fußt auf der in den Jahren 1883 bis 1889 vom damaligen Reichskanzler Otto von Bismarck initiierten Sozialgesetzgebung und beruht auf dem Gedanken der Solidarität, Subsidiarität und Selbstverwaltung. Im Jahr 1884 wurde das Unfallversicherungsgesetz erlassen, der Vorläufer des heutigen Siebten Buchs Sozialgesetzbuch, SGB VII. Auf den öffentlichen Dienst ausgeweitet wurde die gesetzliche Unfallversicherung im Jahr 1928: Für Post-, Telegrafen- und Eisenbahnbetriebe, Marine- und Heeresverwaltungen waren nicht die Berufsgenossenschaften verantwortlich, sondern die Betriebe wurden dem Reich oder den Bundesstaaten zugewiesen – die Geburtsstunde der Unfallversicherungsträger der öffentlichen Hand.
Während der Weimarer Republik wurden Teile der Sozialgesetzgebung reformiert. Von den Großstädten abgesehen gewährleisteten Gemeindeunfallversicherungsverbände (GUVV) den Unfallversicherungsschutz. Im Rheinland entstand der „Verband Rheinprovinz und Hohenzollern“. Der in die Provinzialverwaltung eingebundene Vorläufer der heutigen Unfallkasse Rheinland-Pfalz hatte ab 1929 seinen Sitz im Düsseldorfer Ständehaus. Nach der Zerstörung des Ständehauses durch einen Bombenangriff im Zweiten Weltkrieg zog im September 1942 ein Teil der Geschäftsführung nach Andernach um.
Nach Ende des Zweiten Weltkriegs stellte der Wiederaufbau die gemeindlichen Unfallversicherungsträger vor enorme Herausforderungen. Verantwortlich dafür waren fehlende finanzielle Mittel, rechtliche Lücken und unbestimmte Zuständigkeiten. Mit kommunalen Maßnahmen zur „Enttrümmerung“ und zur Versorgung der Bevölkerung betraten die gemeindlichen Unfallversicherungsträger zudem versicherungstechnisches Neuland, ebenso bei der Entschädigung von NS-Verfolgten.
Unter Aufsicht der Alliierten galt es, den inhaltlichen und organisatorischen Neustart in die Bundesrepublik Deutschland zu bewerkstelligen. Die Andernacher Niederlassung spaltete sich vom – in der britischen Besatzungszone gelegenen – Düsseldorfer Verband ab und wurde danach unter französischer Aufsicht geführt. 1948 fusionierte sie mit den Bezirken Koblenz, Trier und dem Pfälzer Gemeindeunfallversicherungsverband zum GUVV Rheinland-Pfalz. Die Aufgaben des ehemaligen Reichs als Träger der Unfallversicherung für die Landesbediensteten übernahmen die staatlichen Ausführungsbehörden in Andernach und Speyer – sie wurden zur Landesausführungsbehörde (LafU) vereinigt. LafU und GUVV bildeten eine Verwaltungsgemeinschaft. Mit dem Selbstverwaltungsgesetz von 1951 erhielten Arbeitgebende und Versicherte hier gleiche Beteiligungsrechte.
Ein weiterer Meilenstein der gesetzlichen Unfallversicherung war 1971 die bundesweite Einführung des gesetzlichen Versicherungsschutzes für Schülerinnen und Schüler, Kinder in Kindergärten sowie Studierende: die „Schülerunfallversicherung“. 1998 folgte die Übernahme des Arbeits- und Gesundheitsschutzes für die Landesbeamtinnen und Landesbeamten. Per Verordnung errichtete das Land Rheinland-Pfalz zum 1. Januar 1998 die „Unfallkasse Rheinland-Pfalz“ als gemeinsamen Unfallversicherungsträger für den Landes- und den kommunalen Bereich.
Seit dem 23. März 1998 übernimmt die UK RLP in ihrer Zuständigkeit zugleich staatliche Überwachungsaufgaben nach § 21 (4) des Arbeitsschutzgesetzes.

## Aufgabe
Aufgabe der gesetzlichen Unfallversicherung und damit der Unfallkasse Rheinland-Pfalz ist es, für die Verhütung von Arbeitsunfällen, Wegeunfällen, Berufskrankheiten und arbeitsbedingten Gesundheitsgefahren zu sorgen. Darüber hinaus ist es ihre Aufgabe, nach Eintritt von Arbeitsunfällen, Wegeunfällen und Berufskrankheiten die Gesundheit und die Leistungsfähigkeit der Versicherten mit allen geeigneten Mitteln wiederherzustellen und Versicherte oder deren Hinterbliebene durch Geldleistungen zu entschädigen. Gesetzliche Grundlage für ihr Handeln ist das SGB VII.
Spitzenverband aller Unfallversicherungsträger im Bund – sprich der gewerblichen Berufsgenossenschaften und der Unfallversicherungsträger der öffentlichen Hand – ist die Deutsche Gesetzliche Unfallversicherung (DGUV).
Die neun gewerblichen Berufsgenossenschaften sind nach Branchen gegliedert. Die Unfallversicherungsträger der öffentlichen Hand gliedern sich in 16 Unfallkassen und 3 Gemeindeunfallversicherungsverbände, 4 Feuerwehr-Unfallkassen sowie die Unfallversicherung Bund und Bahn.

## Zuständigkeit
Die Unfallkasse Rheinland-Pfalz ist als Gebietskörperschaft örtlich für das Bundesland Rheinland-Pfalz zuständig. Sachlich zuständig ist sie innerhalb von Rheinland-Pfalz u. a. für folgende Mitgliedergruppen:
- Beschäftigte im öffentlichen Dienst (jedoch keine Beamtinnen und Beamte)
- Kinder in Tageseinrichtungen, Schülerinnen und Schüler an allgemeinbildenden und weiterführenden Schulen sowie Studierende
- Praktikantinnen und Praktikanten
- Ehrenamtlich Tätige und Beschäftigte in Hilfeleistungsorganisationen (z. B. Freiwillige Feuerwehr, Johanniter-Unfall-Hilfe, Malteser-Hilfsdienst, Arbeiter-Samariter-Bund, Deutsche Lebensrettungsgesellschaft)
- rechtmäßig Beschäftigte in Privathaushalten (z. B. Haushaltshilfen)
- Personen, die für die Gemeinde oder eine andere öffentlich-rechtliche Institution ehrenamtlich tätig sind (z. B. ehrenamtliche Mandatsträger, Elternbeiräte oder Naturschutzbeauftragte)
- Personen im Bundesfreiwilligendienst
- Personen, die bei Unglücksfällen oder Not Hilfe leisten
- Pannenhelferinnen und -helfer (nicht gewerbsmäßig)
- Blut-, Organ- und Gewebespendende
- Private Pflegepersonen im Sinne des Pflegeversicherungsgesetzes, sofern die zu pflegende Person einen anerkannten Pflegegrad von zwei oder höher hat
- Zeuginnen und Zeugen, Schöffinnen und Schöffen

## Organisation

### Selbstverwaltung
Die Selbstverwaltung der Unfallkasse Rheinland-Pfalz besteht aus den beiden ehrenamtlichen Organen Vertreterversammlung und Vorstand sowie der hauptamtlichen Geschäftsführung. In den Selbstverwaltungsorganen sind Arbeitgebende sowie Versicherte, die der Unfallkasse angehören, paritätisch vertreten. Sie werden im Rahmen der allgemeinen Sozialwahlen gewählt, ihre Amtszeit beträgt sechs Jahre. Die Geschäftsführung führt die laufenden Verwaltungsgeschäfte und vertritt die Unfallkasse insoweit gerichtlich und außergerichtlich.
Wie alle anderen Unfallversicherungsträger unterliegt die Unfallkasse Rheinland-Pfalz der staatlichen Aufsicht. Konkret untersteht sie der Rechtsaufsicht – und auf den Gebieten der Prävention der Fachaufsicht – des Landesamts für Soziales, Jugend und Versorgung (LSJV).

### Beiträge
Die Unfallkasse finanziert sich über die Beiträge ihrer Mitgliedsunternehmen. Unternehmerinnen und Unternehmer im Sinne des Gesetzes sind das Land Rheinland-Pfalz, die rechtlich selbstständigen Unternehmen des Landes, die Gemeinden, Städte, Landkreise und deren rechtlich selbstständige Unternehmen in Rheinland-Pfalz. Auch Haushaltsführende als „Arbeitgebende“ entrichten für ihre Haushaltshilfen einen Beitrag. Dafür werden die Unternehmerinnen und Unternehmer umfassend von der Haftung gegenüber den Beschäftigten freigestellt.
Die Höhe der Beiträge ergibt sich aus den Aufwendungen für Prävention, Entschädigung für Arbeitsunfälle, Wegeunfälle und Berufskrankheiten sowie den Verwaltungs- und Verfahrenskosten, die zur Erfüllung dieser Aufgaben erforderlich sind. Dabei werden die Aufwendungen nach Einwohnerzahlen bzw. nach der Lohnsumme oder der Zahl der Beschäftigten umgelegt. Der Finanzbedarf wird in einem jährlich aufzustellenden Haushaltsplan festgestellt. Neben den Beitragseinnahmen sind dabei auch Zinsen aus Vermögensanlagen und Einnahmen aus Ersatzansprüchen als weitere Einnahmequellen zu berücksichtigen. Für die Versicherten selbst ist der gesetzliche Unfallversicherungsschutz der Unfallkasse Rheinland-Pfalz beitragsfrei.

## Zahlen & Fakten
- Rund 1,6 Millionen Menschen sind in Rheinland-Pfalz über die Unfallkasse gesetzlich unfallversichert. Mit 835.000 Jungen und Mädchen in Kindertageseinrichtungen, Schülerinnen, Schülern und Studierenden ist die Schülerunfallversicherung die größte Versichertengruppe.[9]
- Rund 180 Mitarbeiterinnen und Mitarbeiter kümmern sich bei der Unfallkasse Rheinland-Pfalz um die Anliegen der Mitgliedsbetriebe sowie um die Sicherheit und die Gesundheit der Versicherten. Sie geben größtmögliche Unterstützung im Falle eines Unfalls oder einer Erkrankung.[10]
- Im Geschäftsjahr 2023 sind bei der Unfallkasse Rheinland-Pfalz 77.048 Unfallmeldungen (16.233 in der Allgemeinen Unfallversicherung und 60.815 in der Schülerunfallversicherung) sowie 579 Berufskrankheiten-Verdachtsanzeigen eingegangen.[11]